# 디에고 토레스
디에고 안토니오 카시아 토레스(Diego Antonio Caccia Torres, 1971년 3월 9일 ~ )는 아르헨티나의 가수 겸 작곡가이다. 디에고 토레스는 현재까지 전 세계에서 1,600만 장의 앨범 판매량을 기록 중이다.